# Выводковые квакши
Выводковые квакши (лат. Fritziana) — род бесхвостых земноводных из семейства Hemiphractidae. Являются эндемиками юго-восточной Бразилии и встречаются в горах и прилегающих прибрежных низинах от Эшпириту-Санту до штата Сан-Паулу.

## Таксономия
Род считался синонимом Flectonotus, но был признан вновь в 2011 году. Бывший Flectonotus состоял из двух географически разобщенных компонентов, один из северной части Южной Америки (Flectonotus, как он понимается сегодня), а другой из юго-восточной Бразилии (Fritziana). Отличительные особенности этих таксонов в настоящее время хорошо известны и основаны как на молекулярных, так и на поведенческих и морфологических признаках.

## Виды
В роде Fritziana различают следующие виды:
- Fritziana fissilis (Miranda-Ribeiro, 1920)
- Fritziana goeldii (Boulenger, 1895)
- Fritziana izecksohni Folly, Hepp, and Carvalho-e-Silva, 2018
- Fritziana mitus Walker, Wachlevski, Nogueira da Costa, Nogueira-Costa, Garcia, and Haddad, 2018
- Fritziana ohausi (Wandolleck, 1907)
- Fritziana tonimi Walker, Gasparini, and Haddad, 2016
- Fritziana ulei (Miranda-Ribeiro, 1926)